# André Trocmé
André Trocmé (San Quintino, 7 aprile 1901 – Ginevra, 5 giugno 1971) è stato un pastore protestante francese, noto per aver contribuito, con sua moglie Magda (nata Grilli, di Firenze), alla protezione di un grande numero di ebrei dalle persecuzioni naziste.
André è stato nominato «giusto» dallo Yad Vashem il 5 gennaio 1971 e Magda il 10 luglio 1986. André Trocmé era, insieme a Édouard Theis, uno dei leader del ramo francese del Movimento Internazionale di Riconciliazione ed il fondatore del Collège Cévenol (innovativa scuola superiore per i ragazzi protestanti della zona).

## Biografia

### Infanzia e prime attività
André Trocmé nacque figlio d'un industriale protestante del settore tessile di Saint-Quentin (presso Lille, nel nord della Francia), Paul Trocmé, e di Paula Schwerdtmann, tedesca. Le convinzioni non-violente di André Trocmé risalgono alla sua esperienza della prima guerra mondiale, allorquando la sua città natale fu rapidamente occupata dai tedeschi ed il piccolo André, perfettamente bilingue, fu profondamente colpito dal suo incontro con «il nemico», dei soldati tedeschi coi quali poteva conversare e che erano, in fondo, ordinari esseri umani.
Durante quelle ore tragiche, incontra il pastore Jacques Kaltenbach (1881-1967). Questo giovane laureato di Harvard rappresenterà per André Trocmé la svolta decisiva verso il pastorato ed il cristianesimo sociale. Nel 1916 André fa la confermazione presieduta da Kaltenbach, il quale insiste con i suoi genitori affinché André faccia parte di un gruppo delle Unions Chrétiennes de Jeunes Gens (UCJG, nato negli USA YMCA) di cui egli era l'animatore. Proprio qui, stando alla sua stessa testimonianza, in questo gruppo di una quarantina di giovani, André Trocmé imparerà ad esprimere le sue paure più intime ed il suo desiderio di servire Dio.
Dopo aver studiato teologia, le sue convinzioni pacifiste gli crearono qualche difficoltà con le autorità della Chiesa riformata del periodo interbellico, autorità che, opponendosi al pacifismo, non vollero affidargli un incarico pastorale. Dovette accontentarsi di un posto nella mission populaire (creata nel 1872 a Parigi) nelle città industriali di Maubeuge prima e di Sin-le-Noble poi, un settore particolarmente difficile dove si confrontò soprattutto con la necessità di lottare contro l'alcolismo, tanto da aprire una sezione della Croce-Blu (organizzazione internazionale con sede a Berna, legata alla chiesa evangelica).

### Le Chambon-sur-Lignon
A causa della medesima difficoltà con le autorità ecclesiastiche, accettò il posto di pastore a Le Chambon-sur-Lignon, villaggio protestante del Massif Central, al centro di una regione montuosa isolata a maggioranza evangelica, situata in un dipartimento a maggioranza cattolica, la Alta-Loira. Alla fine degli anni '30 vi sono dodici pastori protestanti a curare le parrocchie nelle località dell'Altopiano che circonda Le Chambon-sur-Lignon (fra le quali Saint-Agrève, Fay-sur-Lignon, Le Mazet e Tence) e pressappoco altrettanti responsabili di opere diverse, soprattutto colonie estive per bambini.

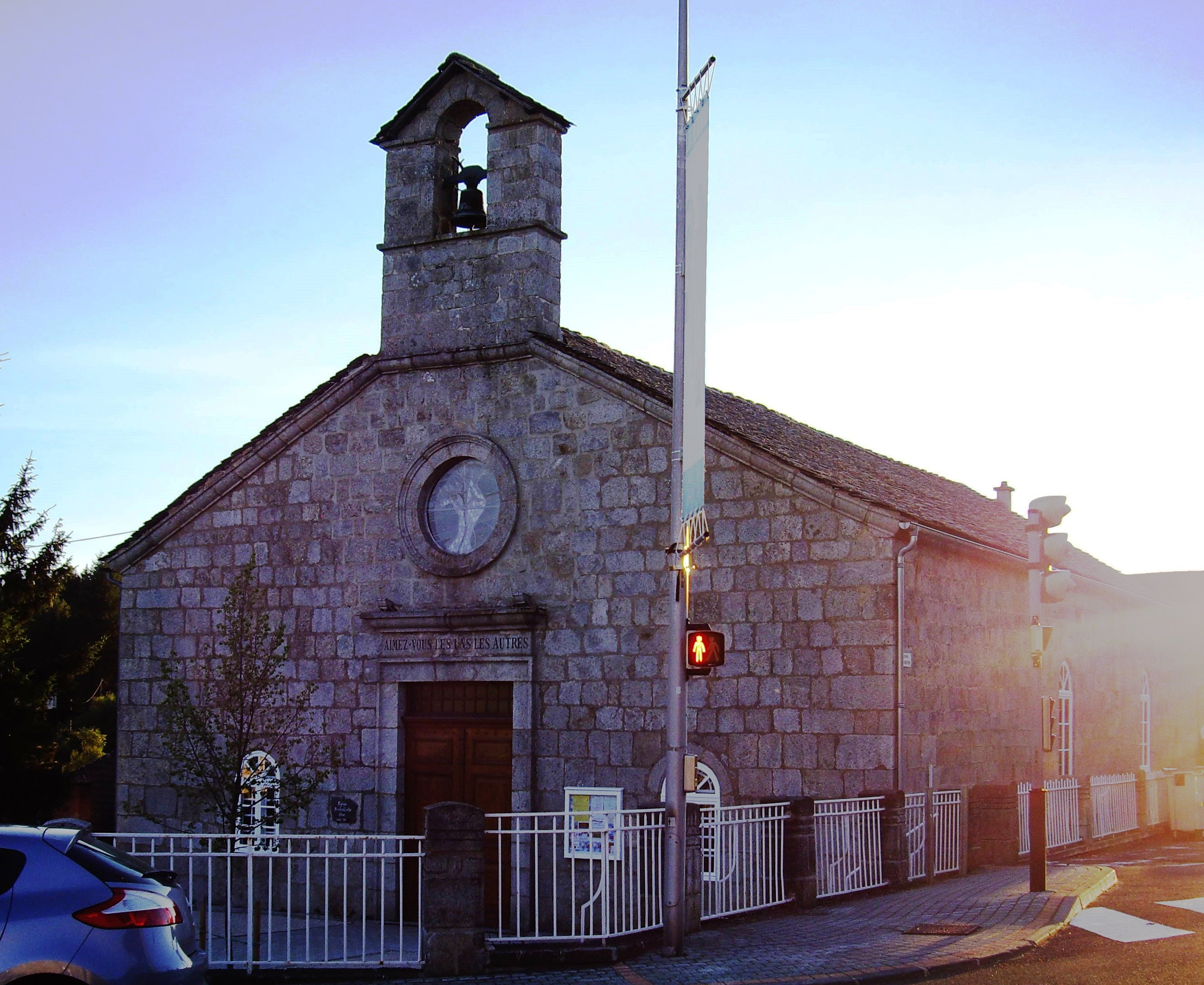
Tempio riformato di Le Chambon-sur-Lignon

I suoi contatti con la Chiesa confessante tedesca gli permisero di prevedere l'ondata di persecuzioni antisemite. La fondazione dell'École Nouvelle Cévenole (diventata in seguito il Collège Cévenol) nel Chambon nell'anno 1938, per aiutare i bambini delle parrocchie protestanti dell'Altopiano a fare dei buoni studi e permettere ad allievi ed insegnanti di diversi paesi di incontrarsi, non si deve al caso. André Trocmé e sua moglie Magda si fanno forti del sostegno della comunità protestante, ma sono anche capaci di suscitare tale sostegno. Il secondo pastore della comunità riformata dello Chambon, Édouard Theis è ugualmente pacifista e partecipa attivamente a tutte queste iniziative.

A partire dal 23 giugno 1940, all'indomani della resa della Francia alla Germania, André Trocmé pronuncia davanti ai parrocchiani dello Chambon-sur-Lignon il suo sermone chiamato "armes de l'Esprit" (armi dello Spirito). Contiene il primo appello alla resistenza spirituale al nazismo pronunciata sul suolo francese: 
La popolazione dello Chambon-sur-Lignon avrà durante tutta la guerra una posizione di resistenza non violenta solidale che gli permetterà di nascondere un numero elevato di Ebrei nel villaggio e nei suoi dintorni.

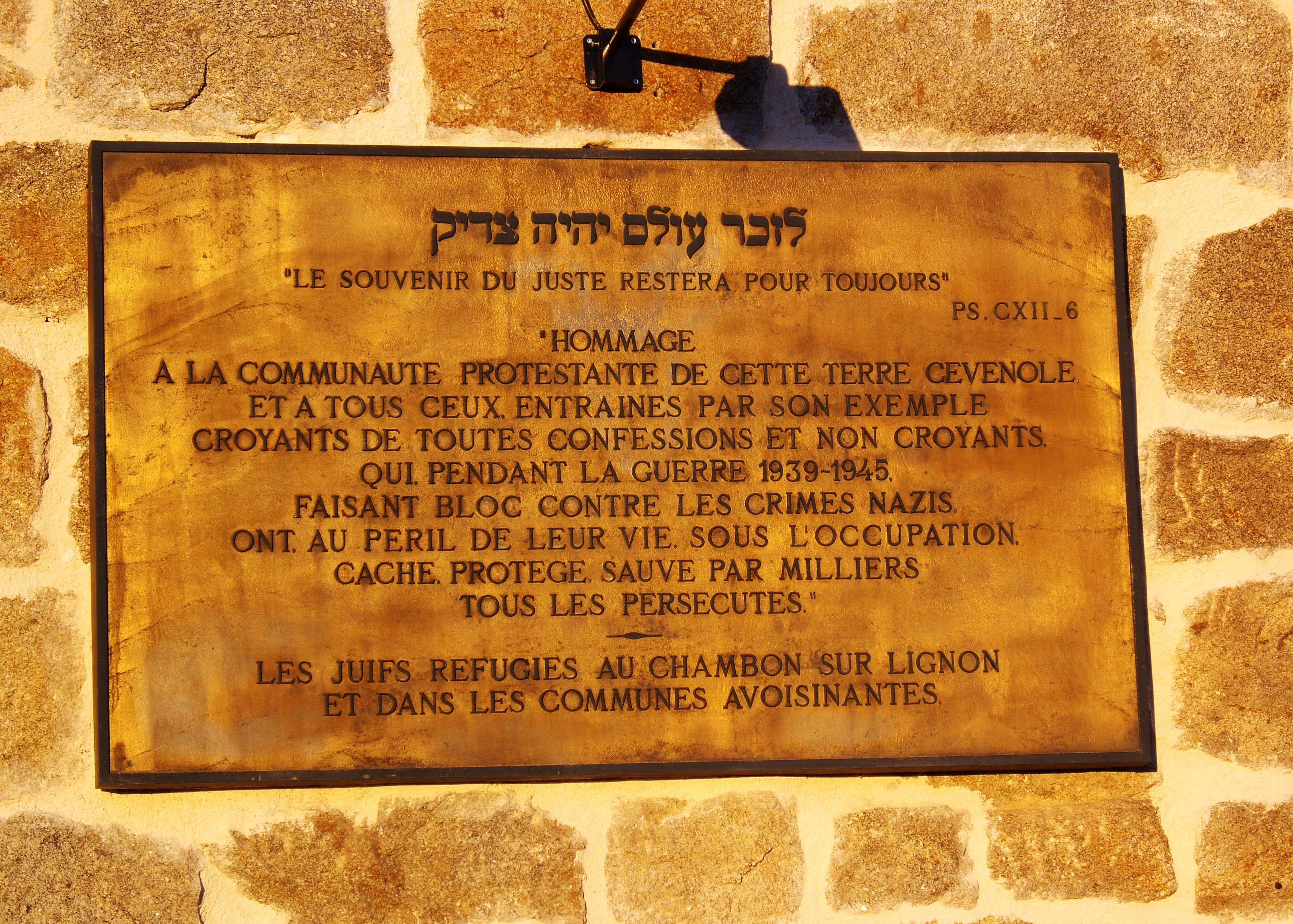
Placca commemorativa del salvataggio degli Ebrei a Le Chambon sur Lignon

Il sostegno ai rifugiati può organizzarsi con l'aiuto della Società religiosa degli Amici (quaccheri), dell'Esercito della Salvezza, di chiese protestanti americane, del Movimento internazionale della Riconciliazione, di gruppi ecumenici ebraico-cristiani, della Cimade (associazione protestante creata nel 1901 a favore dei migranti e dei rifugiati) e del Cartello svizzero di soccorsi ai bambini vittime della guerra. Il 13 febbraio 1943 André Trocmé viene arrestato con il pastore Edouard Theis (già missionario nel Madagascar e nel Camerun) e Roger Darcissac, direttore della scuola primaria (nonché storico del protestantesimo). Internati nel campo di Saint-Paul-d'Eyjeaux, sono liberati quattro settimane più tardi. André Trocmé aderisce infine alla resistenza ad agosto del 1943.
Sebbene il pastore ispiri l'azione attraverso i suoi sermoni, d'altronde estremamente audaci persino durante l'occupazione, egli si guarda bene dall'organizzare le cose in maniera troppo centralizzata. Si creano molteplici filiere et la solidarietà della popolazione essenzialmente protestante dell'Altopiano, che ancora si ricorda del modo in cui di nascondevano i pastori clandestini una volta (durante le durissime persecuzioni degli Ugonotti da parte dell'Ancien Régime), permette di salvare da 2 500 a 5 000 persone (fra le quali forse 3 500 Ebrei, dei quali molti bambini) in modo solidale, senza che si riesca a mettere le mani sui responsabili.
Appare degno di nota che lo Yad Vashem abbia onorato l'insieme del villaggio dello Chambon-sur-Lignon ed i villaggi circostanti conferendo loro il titolo di Giusto fra le nazioni. Per lungo tempo questo fu l'unico caso in cui tale onorificenza fu accordata ad una collettività. André Trocmé e sua moglie Magda hanno anche ricevuto il titolo di giusti fra le nazioni, così come Edouard Theis e sua moglie Milred.

### Dopo la guerra
Dopo la guerra, André Trocmé è nominato segretario itinerante del Movimento internazionale della Riconciliazione (MIR) per l'Europa.
André Trocmé è pastore della comunità di Saint-Gervais a Ginevra, dal 1960 al pensionamento nel 1970. Muore nel 1971.
Il suo nome è stato dato alla grande sala della casa parrocchiale rinnovata nel 2016.

## Opere
André Trocmé ha riassunto le sue idee in un'opera intitolata Jésus-Christ et la révolution non violente, pubblicato dalla casa editrice Labor et Fides (la principale casa editrice francofona protestante) nel 1961 ISBN 9782830905465.
Ha scritto anche dei racconti:
- L'Eglise de neige, Ampelos Editions, ISBN 978-2-35618-056-8.
- La nuit dans les champs: Contes de Noël et d'autres jours, Ampelos Editions, ISBN 978-2-35618-073-5.

## Omaggi

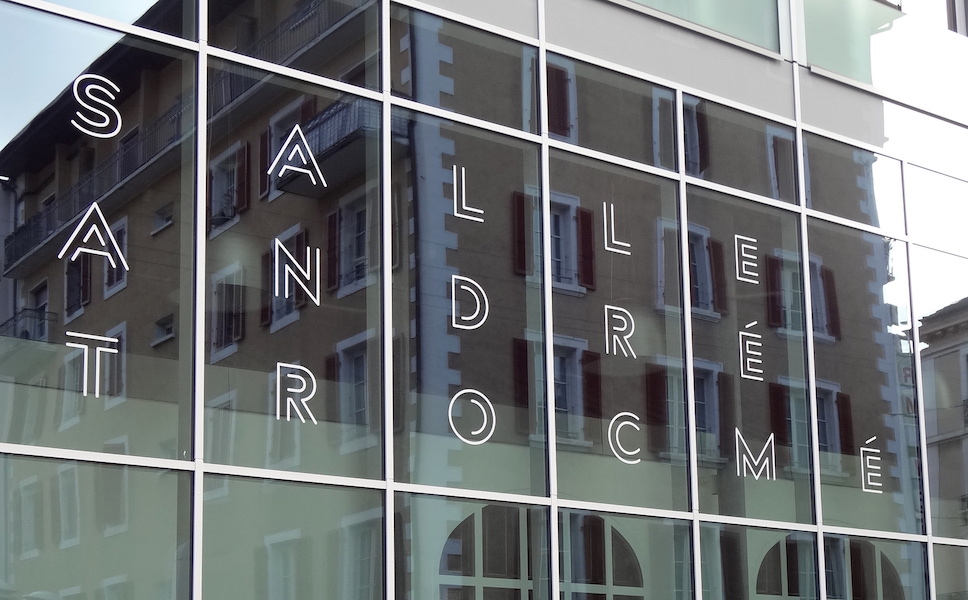
Casa parrocchiale di Saint-Gervais (Ginevra), dettaglio della facciata.

- La grande sala polivalente nella casa parrocchiale di Saint-Gervais, a Ginevra, porta il nome di«André Trocmé» a seguito dei rinnovi e degli ampliamenti conclusi alla fine del 2016[10].